# كوري نيلسون (لاعب كرة قدم أمريكية)
كوري نيلسون (بالإنجليزية: Corey Nelson)‏ هو لاعب كرة قدم أمريكية أمريكي، ولد في 22 أبريل 1992 في دالاس في الولايات المتحدة.

## وصلات خارجية
- كوري نيلسون على موقع مرجع كرة القدم المحترفة.كوم (الإنجليزية)